# Jean Marestan
Jean Marestan -pseudónimo de Gaston Havard- (Lieja, Bélgica, 5 de mayo de 1874 - Bouches-du-Rhône, Marsella, Francia, 31 de mayo de 1951) fue un periodista y escritor, militante anarquista, neomalthusiano, masón, antimilitarista y pacifista.

## Escritor y periodista y escritor
Como escritor y periodista fue muy pródigo, sobre todo en el período anterior a 1914, en varios revistas y periódicos: Le Libertaire, L'Anarchie, Génération consciente. Colaboró en L’Encyclopédie anarchiste, La Grande réforme....

### Obra publicada
Marestan publicó varios ensayos:
- 1901 - Le Merveilleux et l’homme coupé en morceaux
- 1902-1910- Le Mariage, l’amour libre et la libre maternité.[2]

- El matrimonio, el amor libre y la libre maternidad, Telleres Borneo, 1920 - 207 páginas

- 1910 - L’Éducation sexuelle (con numerosas reediciones), 250 págs. ilustrado.
- 1913 - Biribi d’hier et d’aujourd’hui.
- 1927 - Le Mariage, le divorce et l’union libre.
- 1936 - L’Émancipation sexuelle en URSS : impressions de voyages et documents.
- 1934-1939 - L’Impudicité religieuse.
- 1950 - Nora ou la Cité interdite (Provencia)

También fue editor de Éditions rationalistes (alrededor de 1913), y de Éditions Jean Marestan.